# Südafrikanische Cricket-Nationalmannschaft in England in der Saison 1955
Die Tour der südafrikanischen Cricket-Nationalmannschaft nach England in der Saison 1955 fand vom 9. Juni bis zum 27. August 1955. Die internationale Cricket-Tour war Bestandteil der Internationalen Cricket-Saison 1955 und umfasste fünf Tests. England gewann die Serie 3–2.

## Vorgeschichte
Für beide Mannschaften war es die erste Tour der Saison.
Das letzte Aufeinandertreffen der beiden Mannschaften bei einer Tour fand in der Saison 1951 in England statt.

## Stadien
Die folgenden Stadien wurden für die Tour als Austragungsort vorgesehen.
| Stadion                     | Stadt      | Kapazität | Spiele  |
| --------------------------- | ---------- | --------- | ------- |
| Headingley Stadium          | Leeds      | 17.000    | 3. Test |
| The Oval                    | London     | 23.500    | 5. Test |
| Lord’s Cricket Ground       | London     | 30.000    | 2. Test |
| Old Trafford Cricket Ground | Manchester | 19.000    | 4. Test |
| Trent Bridge                | Nottingham | 15.350    | 1. Test |

## Kaderlisten
Die Mannschaften benannten die folgenden Kader.
| Test | Test |
| England | Südafrika |
| --- | --- |
| - Peter May (c) - Bob Appleyard - Trevor Bailey - Ken Barrington - Alec Bedser - Brian Close - Denis Compton - Colin Cowdrey - Godfrey Evans (wk) - Tom Graveney - Jack Ikin - Doug Insole - Don Kenyon - Jim Laker - Peter Loader - Tony Lock - Frank Lowson - Arthur McIntyre (wk) - Dick Spooner (wk) - Brian Statham - Fred Titmus - Fred Trueman - Frank Tyson - Johnny Wardle - Willie Watson | - Jack Cheetham (c) - Jacky McGlew (vc) - Neil Adcock - Russell Endean - Eddie Fuller - Trevor Goddard - Peter Heine - Headley Keith - Percy Mansell - Roy McLean - Ian Smith - Hugh Tayfield - John Waite (wk) - Paul Winslow |

## Tests

### Erster Test in Nottingham
| 9. – 13. Juni Scorecard | Nottingham | England 334 (168.4)                          | – | Südafrika 181 (114) & 148 (96.3) (f/o) |
|                         |            | England gewinnt mit einem Innings und 5 Runs |   |                                        |

England gewann den Münzwurf und entschied sich als Schlagmannschaft zu beginnen.

### Zweiter Test in London
| 23. – 27. Juni Scorecard | London (Lord’s) | England 133 (54.2) & 353 (149.5) | – | Südafrika 304 (102) & 111 (57.4) |
|                          |                 | England gewinnt mit 111 Runs     |   |                                  |

England gewann den Münzwurf und entschied sich als Schlagmannschaft zu beginnen.

### Dritter Test in Manchester
| 7. – 12. Juli Scorecard | Manchester | England 284 (126) & 381 (173.5) | – | Südafrika 521-8d (195) & 145-7 (30.3) |
|                         |            | Südafrika gewinnt mit 3 Wickets |   |                                       |

England gewann den Münzwurf und entschied sich als Schlagmannschaft zu beginnen.

### Vierter Test in Leeds
| 21. – 26. Juli Scorecard | Leeds | Südafrika 171 (70.2) & 500 (208.5) | – | England 191 (89.5) & 256 (142.1) |
|                          |       | Südafrika gewinnt mit 224 Runs     |   |                                  |

Südafrika gewann den Münzwurf und entschied sich als Schlagmannschaft zu beginnen.

### Fünfter Test in London
| 13. – 17. August Scorecard | London (Oval) | England 151 (89.4) & 204 (123.4) | – | Südafrika 112 (65) & 151 (87.4) |
|                            |               | England gewinnt mit 92 Runs      |   |                                 |

England gewann den Münzwurf und entschied sich als Schlagmannschaft zu beginnen.